# Suzuki GSX-S1000
La Suzuki GSX-S1000 è una motocicletta appartenente alla categorie delle naked prodotta dalla casa motociclistica giapponese Suzuki dal 2015.
Il suo motore è parzialmente derivato da quello montato sulla Suzuki GSX-R1000 del 2005-2008, con alcune modifiche per aumentarne e migliorarne l'erogazione della coppia.
La GSX-S1000 è disponibile anche nella versione carenata chiamata GSX-S1000F.

## Descrizione

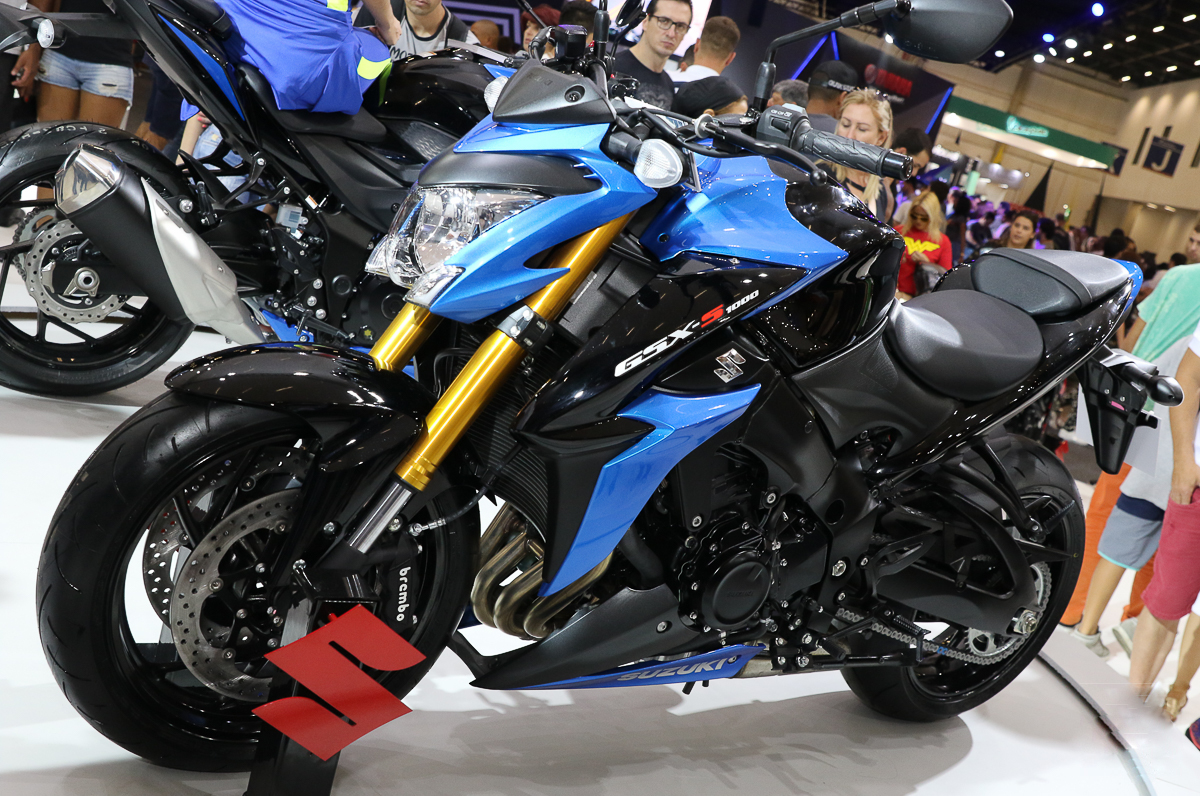
GSX-S1000 2017

Utilizza il motore a quattro tempi e a quattro cilindri in linea DOHC a 16 valvol  disponibile nell'unica cilindrata di 999 cm³ da 146 CV.
La configurazione ciclistica è invece abbastanza classica con forcella telescopica all'anteriore e monoammortizzatore al posteriore, mentre il telaio e il forcellone sono in alluminio.
Altrettanto classico per le due ruote di questo tipo è l'impianto frenante, composto da un doppio freno a disco sull'anteriore, accompagnato da un disco singolo sulla ruota posteriore.
Il motore è ad iniezione, raffreddato a liquido.

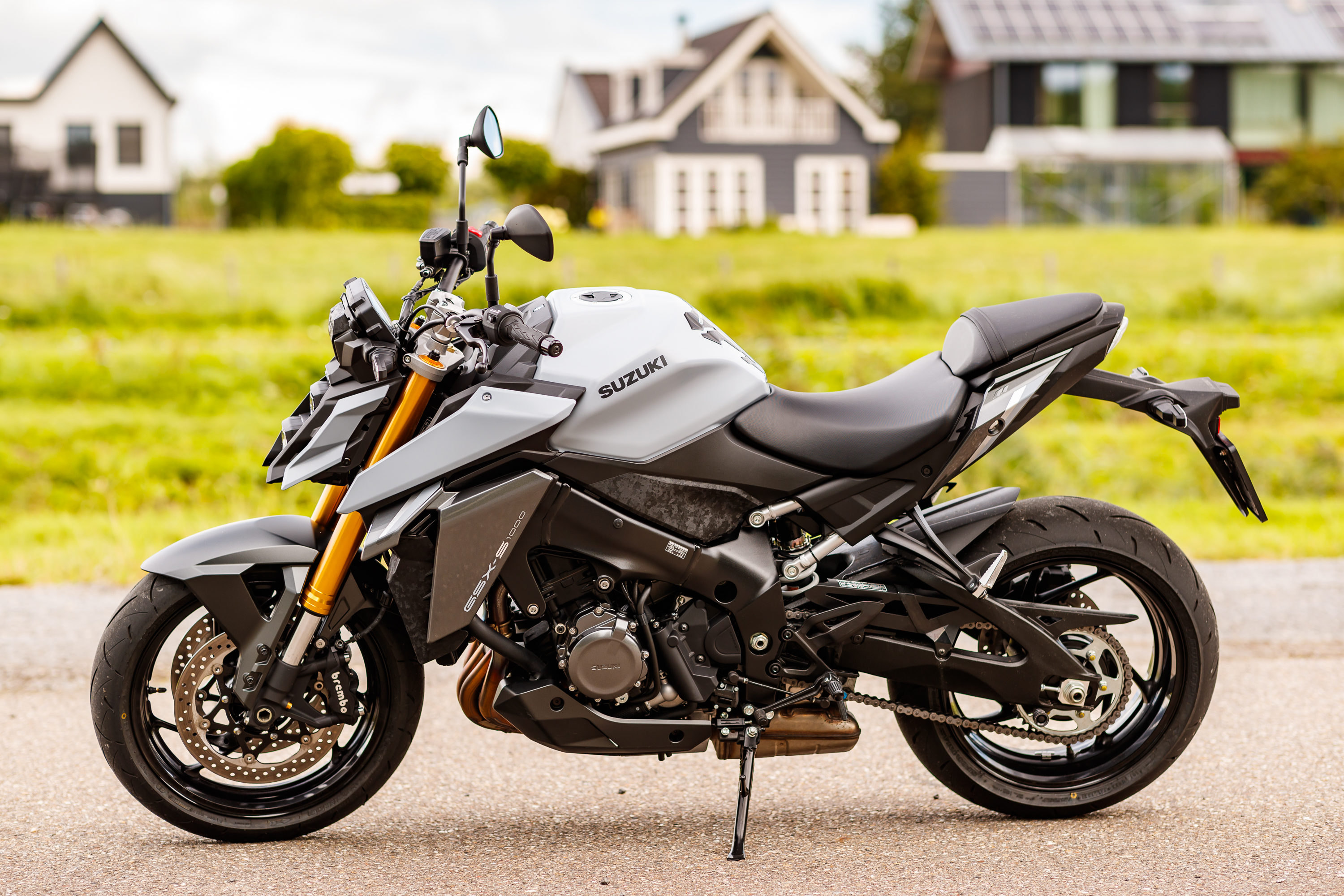
GSX-S1000 2021

### Aggiornamento 2017
Suzuki ha aggiornato la GSX-S1000 nel 2017, aumentando la potenza del motore a 150 CV e la coppia a 107,9 Nm a 9500 giri/min. Nuova anche la frizione antisaltellamento. Inoltre presenta alcune leggere modifiche estetiche come al manubrio e alle pedane. La variante GSX-S1000F ha subito le stesse modifiche, con in più un quadro strumentazione digitale a colorati.

### Aggiornamento 2021
Suzuki ha aggiornato la GSX-S1000 nel 2021. La potenza massima è aumentata a 152 CV mentre la coppia massima è scesa a 106 Nm. Esternamente, la moto è cambiata parecchio, con un nuovo design più aggressivo del faro anteriore e una diversa carenatura laterale. Il serbatoio del carburante è stato aumentato nello dimensioni fino a 19 litri.